# Mont-de-l'If
Mont-de-l'If foi uma comuna francesa na região administrativa da Normandia, no departamento de Sena Marítimo. Estendia-se por uma área de 3,46 km². Em 2010 a comuna tinha 97 habitantes (densidade: 28 hab./km²).
Em 1 de janeiro de 2016, passou a formar parte da nova comuna de Saint-Martin-de-l'If.